# Kvadrat (virksomhed)
 For alternative betydninger, se Kvadrat (flertydig). (Se også artikler, som begynder med Kvadrat)
Kvadrat er en dansk tekstilvirksomhed kendt for tekstiler til bl.a. møbelpolstring, vægtæpper og gardiner formgivet af kendte designere. Virksomheden blev grundlagt i 1968 og var fra begyndelsen præget af Danish Design-bølgen. Den har hovedsæde i Ebeltoft.
Anders Byriel er adm. direktør for Kvadrat.

## Design
Allerede fra starten indgik Kvadrat i samarbejder med kendte danske designere, heriblandt Gunnar Aagaard Andersen, Nanna Ditzel, Erik Ole Jørgensen. Også Ole Kortzau og Grethe Sørensen er tilknyttet Kvadrat.
Kvadrat samarbejder med en række internationalt berømmede designere, såsom Alfredo Häberli, Peter Saville, Akira Minagawa, Tord Boontje, David Adjaye og Olafur Eliasson.
Kvadrats produkter er blevet bestilt til en række kendte bygninger, bl.a. The Gherkin i London, Museum of Modern Art i New York, Walt Disney Concert Hall i Los Angeles, Rigsdagen i Berlin, Guggenheim Museum Bilbao i Bilbao, Operaen i København, Yves Saint Laurent i Paris og Operahuset i Oslo.

## Showrooms
- Paris: 33 rue charlot
- København: Pakhus 48 (designet af Ronan & Erwan Bouroullec
- London (designet af Peter Saville og David Adjaye)
- Milano (designet af Alfredo Häberli)
- Stockholm (designet af brødrene Bouroullec).[3]